# Say goodbye to Daisy Miller
Say goodbye to Daisy Miller es el 88.º episodio de la serie de televisión norteamericana Gilmore Girls.

## Resumen del episodio
Mientras Richard Gilmore y Emily Gilmore tienen una grandísima pelea y ésta decide viajar sola a Europa por primera vez desde que se casó, Rory hace oídos sordos a los consejos de su madre por haberse acostado con su exnovio Dean, quien ahora está casado con Lindsay, pese a que su matrimonio no va nada bien; Sookie se emociona cuando Kirk comenta que vio a Lorelai y a Luke besarse. Al día siguiente, Lorelai intenta hablar con Rory, como amigas, pero ella decide ir y hablar con Dean, sin embargo en vez de charlar, vuelve a tener relaciones con él. En tanto, Lorelai llama a Luke para hablar sobre lo sucedido la noche anterior, y deciden verse esa noche. Emily visita a Lorelai para almorzar con ella y con Rory, y les comunica que se ha separado de Richard, quien está viviendo desde ese momento en la casa de la piscina. Además, le ofrece a Rory para ir juntas a Europa, y su nieta acepta; Lorelai le pregunta a su hija por qué se va y le recomienda que no deje a Dean, pero Rory afirma que se va para alejarse de Lorelai. Finalmente, luego de haberse despedido de su madre y su hija, Lorelai recibe varios mensajes de Luke, en los que le informa que ha salido del pueblo para ayudar a Liz y TJ en su puesto de la feria, ya que ambos sufrieron un pequeño accidente.

## Curiosidades
- Kirk no pudo ver besarse a Lorelai y a Luke, pues cuando gritó antes de bajar las escaleras, ellos ya no estaban besándose.
- Lindsay dice a Dean que el móvil la despertó y tardo en encontralo, pero cuando Rory llamó ella respondió rápidamente.
- La voz de Luke doblada al español ya no es la misma.

- Datos: Q6122241